# New Buffalo (Pensilvania)
New Buffalo es un borough ubicado en el condado de Perry en el estado estadounidense de Pensilvania. En el año 2000 tenía una población de 123 habitantes y una densidad poblacional de 678.4 personas por km².

## Geografía
New Buffalo se encuentra ubicado en las coordenadas 40°27′15″N 76°58′12″O / 40.45417, -76.97000.

## Demografía
Según la Oficina del Censo en 2000 los ingresos medios por hogar en la localidad eran de $31,250 y los ingresos medios por familia eran $28,750. Los hombres tenían unos ingresos medios de $31,250 frente a los $23,750 para las mujeres. La renta per cápita para la localidad era de $17,276. Alrededor del 22% de la población estaba por debajo del umbral de pobreza.